# Herder-díj
A Gottfried-von-Herder-Preis a hamburgi Alfred Toepfer Alapítvány által 1963-ban létrehozott díj, melyet évenként hét olyan kelet- és délkelet-európai tudósnak, művésznek adományoztak, aki jelentősen előremozdította e terület kulturális, tudományos és emberi kapcsolatait. A díj névadója Johann Gottfried Herder német irodalmár, a Sturm und Drang mozgalom egyik alapítója.
A díjat a Bécsi Egyetem ítélte oda, összege 15000 €. A díjazottak mindegyike javasolhatott egy ösztöndíjast, akinek egy éven át havi 920 €-val finanszírozták ausztriai tanulmányait.
A díjat utoljára 2006-ban ítélték oda.

## Magyar díjazottak
- 1965 – Németh László (1901–1975) író
- 1966 – Dercsényi Dezső (1910–1987) művészettörténész
- 1968 – Vayer Lajos (1913–2001) művészettörténész
- 1969 – Balogh Jolán (1900–1988) művészettörténész[1]
- 1970 – Franyó Zoltán (1887–1978) erdélyi magyar költő, műfordító
- 1970 – Illyés Gyula (1902–1983) költő, író
- 1971 – Szabolcsi Bence (1899–1973) zenetörténész
- 1972 – Ortutay Gyula (1910–1978) néprajztudós
- 1973 – Harmatta János (1917–2004) klasszika-filológus
- 1974 – Gerő László (1909–1995) építész, műemlékes
- 1975 – Preisich Gábor (1909–1998) építész
- 1976 – Keresztury Dezső (1904–1996) író, költő
- 1977 – Major Máté (1904–1986) építész
- 1978 – Gunda Béla (1911–1994) etnográfus
- 1979 – Farkas Ferenc (1905–2000) zeneszerző
- 1979 – Sütő András (1927–2006) író
- 1980 – Balassa Iván (1917-2002) etnográfus
- 1981 – Csoóri Sándor (1930–2016) költő, író
- 1982 – Varga Imre (1923–2019) szobrász
- 1983 – Konrád György (1933–2019) író
- 1983 – Entz Géza (1913–1993) művészettörténész
- 1985 – Perczel Károly (1913–1992) építész, városrendező
- 1986 – Dömötör Tekla (1914–1987) folklórkutató
- 1987 – Ujfalussy József (1920–2010) zenetudós, esztéta, zenetörténész
- 1989 – Birkás Ákos (1941–2018) festőművész
- 1990 – Vizkelety András (1931–) irodalomtörténész, filológus
- 1991 – Pigler Andor (1899–1992) muzeológus, művészettörténész
- 1992 – Barabás Jenő (1920–1994) néprajztudós
- 1994 – Borzsák István (1914–2007) klasszika-filológus
- 1995 – Kányádi Sándor (1929–2018) költő
- 1996 – Hofer Tamás (1929–2016) etnográfus
- 1997 – Glatz Ferenc (1941–) történész
- 1998 – Bak Imre (1939–2022) festőművész
- 1999 – Fried István (1934–) irodalomtörténész
- 2000 – Kertész Imre (1929–2016) író
- 2001 – Böhönyey János (1925–2019) építész
- 2002 – Esterházy Péter (1950–2016) író
- 2003 – Manherz Károly (1942–) germanista, nyelvész, egyetemi tanár
- 2004 – Pócs Éva (1936–) néprajztudós
- 2005 – Klimó Károly (1936–) festőművész

## Más nemzetek díjazottjai
(Nem teljes lista)
- 1964 – Jan Kott (1914–2001), lengyel kritikus, irodalomtörténész
- 1965 – Tudor Arghezi (1880–1967), román költő
- 1966 – Ján Cikker (1911–1989), szlovák zeneszerző
- 1967 – Witold Lutosławski (1913–1994), lengyel zeneszerző, karmester
- 1968
  - Constantin Daicoviciu (1898–1973) román történész, régész
  - Miroslav Krleža (1893–1981) horvát író, drámaszerző, esszéíró,
- 1971 – Zaharia Stancu (1902–1974), román író
- 1972
  - Atanasz Dalcsev (1904–1978) bolgár költő, műfordító
  - Virgil Vătăşianu (1902–1993), román művészettörténész
- 1973 – Zbigniew Herbert (1924–1998), lengyel költő
- 1975 – Nichita Stănescu (1933–1983), román költő
- 1977 – Krzysztof Penderecki (1933–2020), lengyel zeneszerző
- 1979 – Magdalena Abakanowicz (1930–2017) lengyel szobrász, textilművész
- 1982
  - Ana Blandiana (1942–), román költőnő
  - Vojislav J. Đurić (1925–1996), szerb bizantinológus, művészettörténész
- 1983 – Adrian Marino (1921–2005), román irodalomkritikus
- 1984
  - Constantin Lucaci (1923–2014), román szobrász
  - Krzysztof Meyer (1943–), lengyel zeneszerző, zongoraművész
- 1985 – Andrzej Wajda (1926–2016) lengyel filmrendező
- 1986 – Anatol Vieru (1926–1998), román zeneszerző
- 1988 – Constantin Noica (1909–1987) román filozófus, író, költő, újságíró
- 1990 – Bronisław Geremek (1932–2008) lengyel középkortörténész, politikus
- 1991 – Marin Sorescu (1936–1996), román költő
- 1995
  - Wisława Szymborska (1913–2012), Nobel-díjas lengyel írónő
  - Mirko Kovač (1938–2013), montenegrói szerb író
- 1997 – Jaan Kross (1920–2007), észt író, költő
- 1998
  - Andrei Corbea Hoişie (1951–), román nyelvész, germanista
  - Ismail Kadare (1936–2024), albán író, költő, esszéíró
- 1999
  - Henryk Górecki (1933–2010), lengyel zeneszerző
  - Szvjatlana Aljakszandravna Alekszievics (1948–), belarusz író, újságíró
- 2000
  - Milan Kundera (1929–2023), cseh író
  - Arvo Pärt (1935–), észt zeneszerző
- 2002 – Māris Čaklais (1940–2003), lett író, költő, újságíró
- 2003
  - Drago Jančar (1948–) szlovén dráma- és prózaíró, esszéista
  - Ana Maria Zahariade (1949–), román építész
- 2004
  - Michał Głowiński (1934–2023), lengyel irodalomtörténész
  - Dušan Kováč (1942–) szlovák történész, író, költő
  - Fatos Lubonja (1951–) albán író
- 2005
  - Eimuntas Nekrošius (1952–2018), litván színházi rendező
  - Hanna Krall (1935–), lengyel írónő
  - Jíri Kuthan (1945–), cseh művészettörténész
  - Primož Kuret (1935–2022), szlovén zenetudós
  - Krešimir Nemec (1953–), horvát irodalomtudó
- 2006
  - Andrei Marga (1946–), román filozófus
  - Włodzimierz Borodziej (1956–2021), lengyel történész
  - Nikosz Hadzinikolau, görög művészettörténész
  - Gabriela Kiliánová (1951–), szlovák néprajzkutató
  - Ene Mihkelson (1944–2017), észt író
  - Vojteh Ravnikar (1943–2010), szlovén építész